# Championnats d'Afrique de tennis de table 2016
Navigation
Championnats d'Afrique 2015 Championnats d'Afrique 2018
Les Championnats d'Afrique de tennis de table 2016 ont lieu du 24 au 30 octobre 2016  à la salle Al Inbiâatd'Agadir au Maroc,,,

## Médaillés
| Épreuves | Or                                                                                     | Argent                                                                                | Bronze                                                                           |
| -------- | -------------------------------------------------------------------------------------- | ------------------------------------------------------------------------------------- | -------------------------------------------------------------------------------- |
| Hommes   |                                                                                        |                                                                                       |                                                                                  |
| Simple   | Omar Assar                                                                             | Quadri Aruna                                                                          | El-Sayed Lashin (en)                                                             |
| Simple   | Omar Assar                                                                             | Quadri Aruna                                                                          | Ahmed Saleh (en)                                                                 |
| Double   | Quadri Aruna Segun Toriola                                                             | El-Sayed Lashin (en) Ahmed Saleh (en)                                                 | Mohamed El-Beiali Khalid Assar                                                   |
| Double   | Quadri Aruna Segun Toriola                                                             | El-Sayed Lashin (en) Ahmed Saleh (en)                                                 | Bode Abiodun Olajide Omotayo                                                     |
| Équipe   | Égypte Khalid Assar Omar Assar Mohamed El-Beiali El-Sayed Lashin (en) Ahmed Saleh (en) | Nigeria Bode Abiodun Quadri Aruna Azeez Olugbenga Jamiu Olajide Omotayo Segun Toriola | Algérie Naim Karali Sami Kherouf Mohamed Lazazi Mohammed Salah Zaidi             |
| Équipe   | Égypte Khalid Assar Omar Assar Mohamed El-Beiali El-Sayed Lashin (en) Ahmed Saleh (en) | Nigeria Bode Abiodun Quadri Aruna Azeez Olugbenga Jamiu Olajide Omotayo Segun Toriola | République du Congo Christ Bienatiki Saheed Idowu Abiodun Lawal Michel Lignandzi |
| Femmes   |                                                                                        |                                                                                       |                                                                                  |
| Simple   | Olufunke Oshonaike                                                                     | Dina Meshref                                                                          | Aida Rahmo                                                                       |
| Simple   | Olufunke Oshonaike                                                                     | Dina Meshref                                                                          | Farah Abdelaziz                                                                  |
| Double   | Yousra Abdel Razek Dina Meshref                                                        | Farah Abdelaziz Reem EL Eraky                                                         | Aida Rahmo Amira Yousry                                                          |
| Double   | Yousra Abdel Razek Dina Meshref                                                        | Farah Abdelaziz Reem EL Eraky                                                         | Abir Haj Salah Safa Saidani                                                      |
| Équipe   | Égypte Farah Abdel-Aziz Reem EL-Eraky Yousra Helmy Dina Meshref Aida Rahmo             | Tunisie Fadwa Garci Abir Haj Salah Samar Hichri Safa Saidani                          | Algérie Hiba Feredj Katia Kessaci Lynda Loghraibi Widad Nouari                   |
| Équipe   | Égypte Farah Abdel-Aziz Reem EL-Eraky Yousra Helmy Dina Meshref Aida Rahmo             | Tunisie Fadwa Garci Abir Haj Salah Samar Hichri Safa Saidani                          | Afrique du Sud Lekeasha Johnson Khanyisile Madlala Zodwa Maphanga Danisha Patel  |
| Mixte    |                                                                                        |                                                                                       |                                                                                  |
| Double   | Omar Assar Dina Meshref                                                                | Segun Toriola Olufunke Oshonaike                                                      | Omar Assar Dina Meshref                                                          |
| Double   | Omar Assar Dina Meshref                                                                | Segun Toriola Olufunke Oshonaike                                                      | Khalid Assar Yousra Helmy                                                        |